# Kirchenprovinz Köln
Die Kirchenprovinz Köln, auch Rheinische Kirchenprovinz genannt, ist eine Kirchenprovinz der Römisch-katholischen Kirche in Deutschland. Metropolit und Erzbischof ist Rainer Maria Kardinal Woelki.

## Geografie
Die jetzige Kirchenprovinz erstreckt sich über große Gebiete Westdeutschlands. Sie umfasst westliche Regionen Nordrhein-Westfalens, nördliche und westliche Regionen von Rheinland-Pfalz, fast das gesamte Saarland, westliche Regionen Hessens und mit dem Offizialatsbezirk Oldenburg, der zum Bistum Münster gehört, noch das niedersächsische Oldenburger Land.

## Gliederung und Geschichte
Gliederung der Kirchenprovinz am Vorabend der Reformation:
- Erzbistum Köln
  - Bistum Cambrai
  - Bistum Lüttich
  - Bistum Minden
  - Bistum Münster
  - Bistum Osnabrück
  - Bistum Utrecht

Gliederung der Kirchenprovinz zwischen der kirchlichen Neugliederung der Spanischen Niederlande und dem Ende des Heiligen Römischen Reiches:
- Erzbistum Köln
  - Bistum Lüttich
  - Bistum Münster
  - Bistum Osnabrück

Die seit 1802 bestehende, nach dem Frieden von Lunéville von Napoleon linksrheinisch aufgelöste und säkularisierte Kirchenprovinz Köln erfuhr im Zuge der Neuumschreibung der katholischen Diözesen in Deutschland nach dem Wiener Kongress durch die am 16. Juli 1821 von Papst Pius VII. für das Königreich Preußen erlassene Zirkumskriptionsbulle De salute animarum einen grundlegenden Neuaufbau:
- Erzbistum Köln
  - Bistum Münster
  - Bistum Paderborn
  - Bistum Trier

1956 führten die Verhandlungen zwischen dem Vatikan und dem Land Nordrhein-Westfalen zu einem Vertrag über die Errichtung des Bistums Essen, das Teil der Kirchenprovinz Köln wurde. Durch die Gründung des Erzbistums Hamburg unter Papst Johannes Paul II. mit der Apostolischen Konstitution Omnium Christifidelium vom 24. Oktober 1994 wurde das Bistum Osnabrück aus der Kirchenprovinz Köln gelöst und gehört heute zur Kirchenprovinz Hamburg.
So sieht folglich die jetzige Gliederung der Kirchenprovinz aus:
- Erzbistum Köln
  - Bistum Aachen
  - Bistum Essen
  - Bistum Limburg
  - Bistum Münster
  - Bistum Trier

### Metropoliten
- Liste der Bischöfe (ab 795 Metropoliten) von Köln
- Derzeitiger Erzbischof: Rainer Maria Kardinal Woelki